# Кастењо Сулан
Кастењо Сулан (фр. Castaignos-Souslens) насеље је и општина у југозападној Француској у региону Аквитанија, у департману Ланд која припада префектури Дакс.
По подацима из 2011. године у општини је живело 400 становника, а густина насељености је износила 53,69 становника/km². Општина се простире на површини од 7,45 km². Налази се на средњој надморској висини од 144 метара (максималној 146 m, а минималној 45 m).

## Демографија
| 1962. | 1968. | 1975. | 1982. | 1990. | 1999. | 2011. |
| ----- | ----- | ----- | ----- | ----- | ----- | ----- |
| 275   | 277   | 276   | 263   | 316   | 358   | 400   |

График промене броја становника у току последњих година